# Krumme Laake

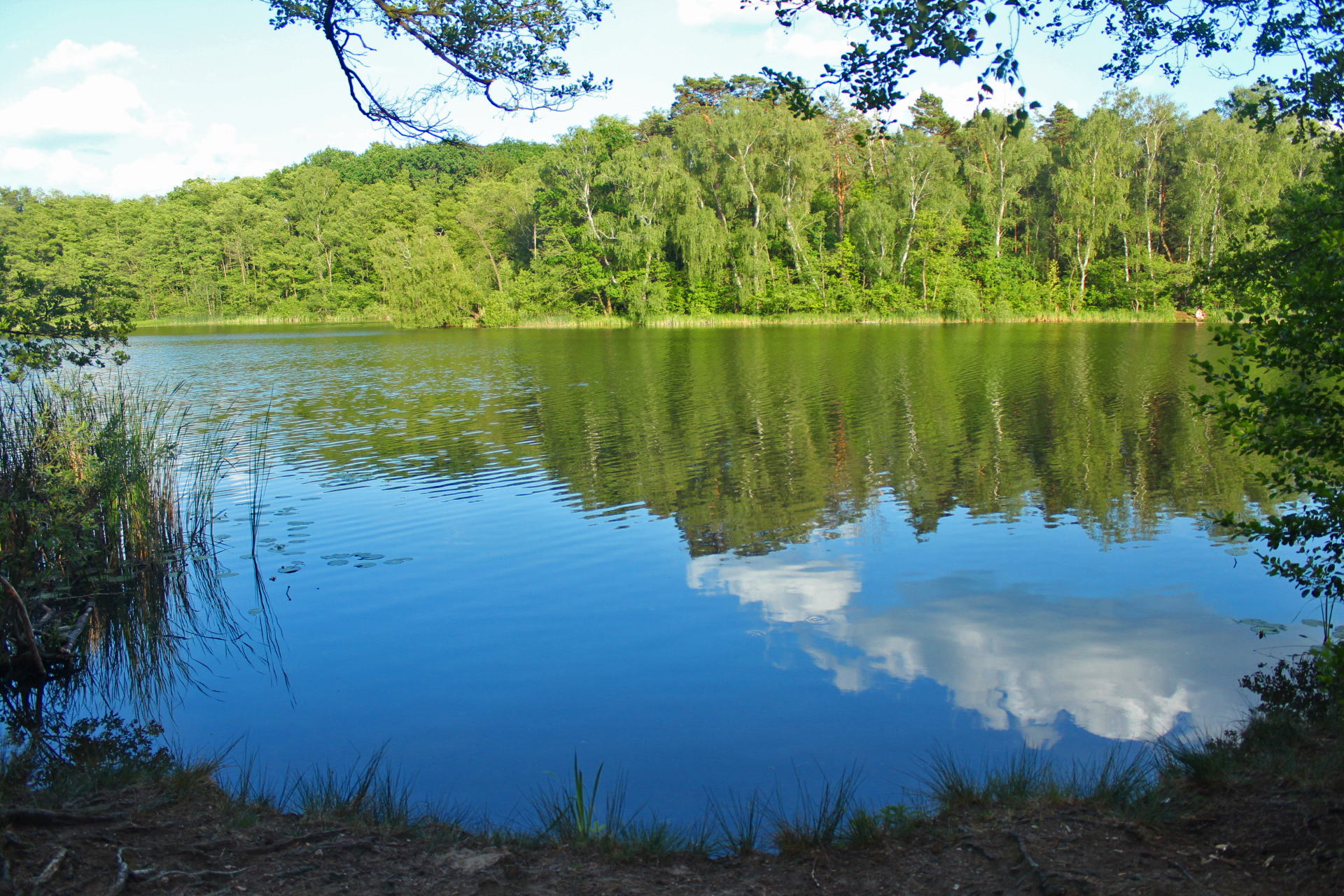
See Krumme Laake im NSG Krumme Laake/Pelzlaake

Die Krumme Laake – häufig auch Krumme Lake genannt – ist ein Sumpfgebiet mit Restsee in einer Moorrinne des Berliner Urstromtales.
Die Krumme Laake hatte ursprünglich eine später versandete Verbindung zum Flusssystem der Müggelspree. Zusammen mit der benachbarten Pelzlaake bildete sie ein bereits 1927 eingerichtetes Naturschutzgebiet mit dem Krumme Lake genannten See.
Das ehemalige Naturschutzgebiet Krumme Laake/Pelzlaake liegt im Berliner Ortsteil Müggelheim und gehört zum Europäischen Vogelschutzgebiet Müggelspree. Es ist jedoch nicht identisch mit dem NSG Krumme Lake bei Berlin-Grünau.
Heute ist das ehemalige Naturschutzgebiet Krumme Laake/Pelzlaake ein Teilgebiet des Naturschutzgebietes Müggelspreeniederung Köpenick. (Quelle: Senatsverwaltung für Umwelt, Verkehr und Klimaschutz)